# Stator
Als Stator (auch: Ständer, vom lateinischen stare = stillstehen) bezeichnet man den im Allgemeinen feststehenden, unbeweglichen Teil eines Gerätes. Der Stator steht damit im Gegensatz zu dem mechanisch beweglichen Teil des Geräts wie z. B. dem Rotor bei rotierenden Maschinen.

## Elektrisches Gerät

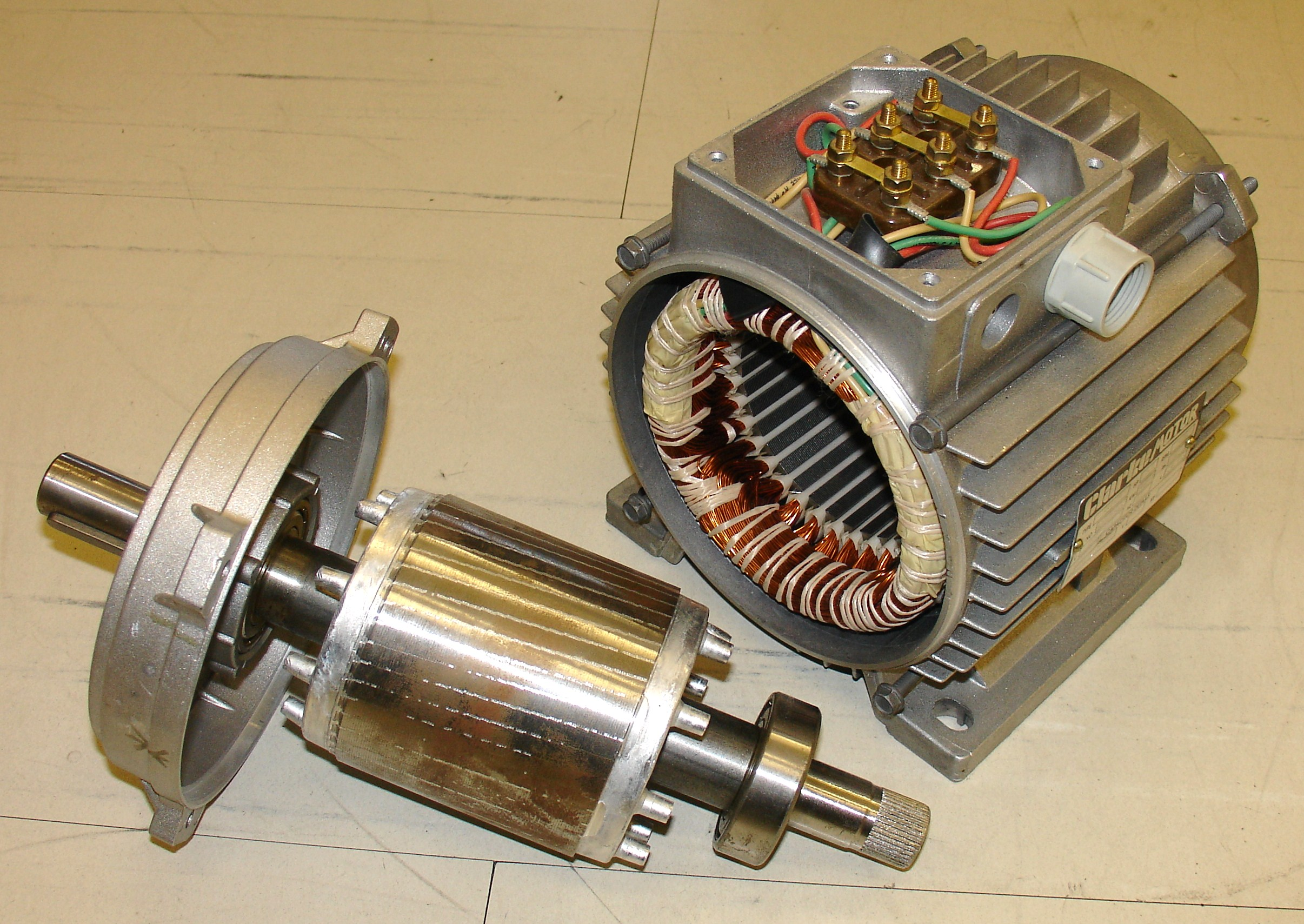
Rotor und Stator eines Elektromotors

Prinzip eines elektrostatischen Lautsprechers

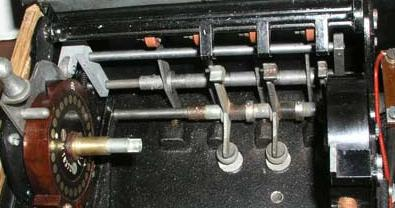
Statoren der Enigma. Links die Umkehrwalze (UKW) und rechts die Eintrittswalze (ETW).

Ein Axialkompressor. Die stehenden Blätter sind die Statoren.

### Motor und Generator
Der Stator ist bei elektrischen Maschinen in vielen Fällen zugleich das Gehäuse und besteht bei Elektromotoren und Generatoren, außer bei Gleichfeldmaschinen, bis auf seltene Ausnahmen stets aus „geblechtem Stahl“. Er dient hier als gemeinsamer Kern für die Induktionsspulen. Es gibt aber Ausnahmen von diesem Aufbauprinzip, unter anderem liegt beim Glockenanker-Motor und dem Ferrarisläufermotor der Stator teilweise innerhalb des hohlen Ankers. Bei dem Außenläufermotor befindet sich der Stator vollständig innerhalb des Rotors und bei einer Pendelmaschine ist der Stator nicht feststehend, sondern wie der Rotor in gewissen Umfang drehbar gelagert.

### Lautsprecher
Beim elektrostatischen Lautsprecher (kurz „ESL“) werden die feststehenden Elektrodengitter als Statoren bezeichnet. Im Gegensatz zum Magnetostaten liegt das Audiosignal hier nicht an der schallabstrahlenden Membran an, sondern wird der Gitterspannung aufmoduliert. Die Membran selbst steht unter hoher, konstanter Spannung (zwischen 1 kV und 5 kV) und tritt in elektrodynamische Wechselwirkung mit den Feldern der Statoren.

### Chiffriermaschine
Bei Rotor-Chiffriermaschinen gibt es neben den namensgebenden Rotoren zumeist auch einen oder zwei Statoren. Durch diese wird der Strom in den Rotorensatz (siehe auch: Enigma-Walzen) hineingeführt, umgelenkt oder hinausgeführt. Im Fall der Schlüsselmaschine Enigma wurde der Eingangs-Stator auch als „Eintrittswalze“ bezeichnet.

## Verdichter und Turbine
Bei Fluidenergiemaschinen wie (Axial-) Verdichtern und Turbinen wird ein feststehender (nicht rotierender) Leitschaufelkranz als Stator bezeichnet. Er lenkt den Strom des Mediums, der nach Verlassen eines Laufrades schräg zur Maschinenlängsachse abgelenkt austritt, wieder gerade und dadurch in günstigem Winkel auf den nächsten Laufschaufelkranz.
Bei manchen Maschinen wie z. B. Verdichtern von Strahltriebwerken kann der Anstellwinkel der Statorschaufeln mit einem Verstellmechanismus im Betrieb angepasst werden.